# تپه قاراگل
تپه قاراگل مربوط به دوره ساسانیان - دوران‌های تاریخی پس از اسلام است و در شهرستان بوئین‌زهرا، بخش آوج، ۲/۵ کیلومتری آروچان واقع شده و این اثر در تاریخ ۲۵ اسفند ۱۳۷۹ با شمارهٔ ثبت ۳۱۱۵ به‌عنوان یکی از آثار ملی ایران به ثبت رسیده است.